# Muzeum v přírodě Zubrnice
Muzeum v přírodě Zubrnice (dříve Soubor lidové architektury Zubrnice) je součástí Národního muzea v přírodě v České republice. Organizuje sbírku nemovitých i movitých dokladů k dějinám lidové kultury, spravuje sbírkové předměty národopisného charakteru a v přirozené krajině umístěné objekty lidové architektury a technického stavitelství, dokumentuje lidovou kulturu v oblasti Českého středohoří a navazujících geografických regionů severozápadních Čech.
Sídlem správy muzea je obec Zubrnice v okrese Ústí nad Labem náležejícím do Ústeckého kraje, představuje specializovanou expozici vesnického prostředí a krajinnou kompozici v údolí Lučního potoka stylizovanou do poloviny 19. století.

## Historie
Podnět k založení muzea pod původním názvem předložil František Ledvinka, ředitel bývalého Okresního vlastivědného muzea v Ústí nad Labem (zřizovatel muzea v přírodě), od roku 1977 vedoucí správy profesionalizovaného Souboru lidové architektury Zubrnice.
Vznik muzea v přírodě v Chráněné krajinné oblasti České středohoří souvisí se záchranou významných lidových a technických staveb (vesnická stavení – roubené, hrázděné a zděné obytné stavby, vodní mlýny, sakrální stavby). Vznik muzea se pojí se záchranou kostela sv. Maří Magdaleny v Zubrnicích (gotický kostel ze 14. století, který architekt a stavitel italského původu Octavio Broggio přestavěl barokně v 18. století a který v 70. letech 20. století byl původně určen ke stržení). Prvním objektem v expozici byla hospodářská usedlost čp. 61 (původně rychta) z počátku 19. století (kulturní památka, součást muzea v přírodě).
Památky lidového stavitelství ohrožené zánikem v původním místě byly postupně přeneseny do „živé vesnice ” (například vesnická stavba z Loubí u Holan na Českolipsku z roku 1700, v letech 1994 – 1995 rozebrána, v letech 2010 – 2012 v areálu Zubrnic postavena a po rekonstrukci v roce 2013 zpřístupněna jako víceúčelový objekt využívaný pro vzdělávací programy aj.). Obnovovány byly i ohrožené stavby ze samotné vesnice Zubrnice se záměrem vybudovat tzv. „muzeum pod širým nebem” (v angličtině open-air museum) s autentickou vesnicí Českého středohoří.
Zubrnice středověkého původu byly dne 25. července 1995 prohlášeny Ministerstvem kultury České republiky za vesnickou památkovou rezervací. Soubor lidové architektury Zubrnice je od roku 2003 ve správě Národního památkového ústavu, od roku 2013 až do 10. prosince 2018 začleněný pod Územní památkovou správou v Praze.
S účinností od 11. prosince 2018 je zubrnické muzeum organizační složkou Národního muzea v přírodě, příspěvkové organizace Ministerstva kultury České republiky.
| Rok  | Počet návštěvníků |
| ---- | ----------------- |
| 2015 | 18 249            |
| 2016 | 19 727            |
| 2017 | 20 207            |